# Leichtathletik-Europameisterschaften 1994/100 m der Frauen

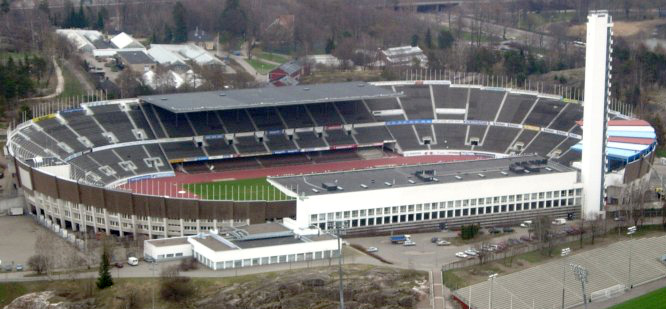
Das Olympiastadion von Helsinki im Jahr 2005

Der 100-Meter-Lauf der Frauen bei den Leichtathletik-Europameisterschaften 1994 wurde am 7. und 8. August 1994 im Olympiastadion der finnischen Hauptstadt Helsinki ausgetragen.
Europameisterin wurde die russische Olympiadritte von 1992 und Europarekordinhaberin Irina Priwalowa, die drei Tage später auch über 200 Meter siegte. Sie gewann vor der Ukrainerin Schanna Tarnopolskaja, spätere Schanna Pintusewitsch bzw. Schanna Block. Schanna Tarnopolskaja kam über 200 Meter ebenfalls auf den zweiten Platz. Bronze ging an die Deutsche Melanie Paschke.

## Bestehende Rekorde
| Weltrekord           | 10,49 s | Florence Griffith-Joyner | Indianapolis, USA     | 16. Juli 1988   |
| Europarekord         | 10,77 s | Irina Priwalowa          | Lausanne, Schweiz     | 6. Juli 1994    |
| Meisterschaftsrekord | 10,89 s | Katrin Krabbe            | EM Split, Jugoslawien | 28. August 1990 |

Der bestehende EM-Rekord wurde bei diesen Europameisterschaften nicht erreicht. Die schnellste Zeit erzielte die später im Finale zweitplatzierte Ukrainerin Schanna Tarnopolskaja im zweiten Viertelfinale mit 11,01 s bei einem Rückenwind von 0,9 m/s, womit sie zwölf Hundertstelsekunden über dem Rekord blieb. Zum Europarekord fehlten ihr 24 Hundertstelsekunden, zum Weltrekord 52 Hundertstelsekunden.

## Legende
| DNS | nicht am Start (did not start) |

## Vorrunde
7. August 1994
Die Vorrunde wurde in fünf Läufen durchgeführt. Die ersten vier Athletinnen pro Lauf – hellblau unterlegt – sowie die darüber hinaus vier zeitschnellsten Läuferinnen – hellgrün unterlegt – qualifizierten sich für das Viertelfinale.

### Vorlauf 1
Wind: −0,6 m/s
| Platz | Name                 | Nation       | Zeit (s) |
| ----- | -------------------- | ------------ | -------- |
| 1     | Melanie Paschke      | Deutschland  | 11,40    |
| 2     | Dessislawa Dimitrowa | Bulgarien    | 11,43    |
| 3     | Odiah Sidibé         | Frankreich   | 11,60    |
| 4     | Sara Wüest           | Schweiz      | 11,64    |
| 5     | Ekaterini Koffa      | Griechenland | 11,71    |
| 6     | Aksel Gurcan         | Türkei       | 11,81    |
| DNS   | Maia Asaraschwili    | Georgien     |          |

### Vorlauf 2
Wind: +0,3 m/s
| Platz | Name                  | Nation         | Zeit (s) |
| ----- | --------------------- | -------------- | -------- |
| 1     | Schanna Tarnopolskaja | Ukraine        | 11,13    |
| 2     | Sanna Hernesniemi     | Finnland       | 11,50    |
| 3     | Sabine Tröger         | Österreich     | 11,56    |
| 4     | Giada Gallina         | Italien        | 11,66    |
| 5     | Marcia Richardson     | Großbritannien | 11,69    |
| 6     | Odile Singa           | Frankreich     | 11,74    |
| 7     | Margret Haug          | Schweiz        | 11,80    |

### Vorlauf 3
Wind: +0,4 m/s
| Platz | Name               | Nation         | Zeit (s) |
| ----- | ------------------ | -------------- | -------- |
| 1     | Paula Thomas       | Großbritannien | 11,37    |
| 2     | Patricia Girard    | Frankreich     | 11,47    |
| 3     | Natalja Anissimowa | Russland       | 11,47    |
| 4     | Bettina Zipp       | Deutschland    | 11,50    |
| 5     | Iryna Sljussar     | Ukraine        | 11,66    |
| 6     | Eva Barati         | Ungarn         | 11,72    |
| 7     | Dagmar Holbl       | Österreich     | 11,94    |

### Vorlauf 4
Wind: +0,2 m/s
| Platz | Name               | Nation       | Zeit (s) |
| ----- | ------------------ | ------------ | -------- |
| 1     | Nelli Cooman       | Niederlande  | 11,35    |
| 2     | Marina Trandenkowa | Russland     | 11,40    |
| 3     | Petja Pendarewa    | Bulgarien    | 11,41    |
| 4     | Lucrécia Jardim    | Portugal     | 11,56    |
| 5     | Ekaterini Thanou   | Griechenland | 11,62    |
| DNS   | Andrea Philipp     | Deutschland  |          |

### Vorlauf 5
Wind: +0,2 m/s
| Platz | Name                  | Nation         | Zeit (s) |
| ----- | --------------------- | -------------- | -------- |
| 1     | Irina Priwalowa       | Russland       | 11,38    |
| 2     | Anelija Nunewa        | Bulgarien      | 11,51    |
| 3     | Jacqueline Poelman    | Niederlande    | 11,52    |
| 4     | Stephanie Douglas     | Großbritannien | 11,60    |
| 5     | Regula Anliker-Aebi   | Schweiz        | 11,65    |
| 6     | Anschela Krawtschenko | Ukraine        | 11,78    |
| 7     | Anu Pirttimaa         | Finnland       | 11,81    |

## Viertelfinale
7. August 1994
Aus den drei Viertelfinalläufen qualifizierten sich die jeweils ersten vier Athletinnen – hellblau unterlegt – sowie die darüber hinaus vier zeitschnellsten Läuferinnen – hellgrün unterlegt – für das Halbfinale.

### Viertelfinallauf 1
Wind: +1,2 m/s
| Platz | Name               | Nation         | Zeit (s) |
| ----- | ------------------ | -------------- | -------- |
| 1     | Melanie Paschke    | Deutschland    | 11,31    |
| 2     | Nelli Cooman       | Niederlande    | 11,41    |
| 3     | Petja Pendarewa    | Bulgarien      | 11,44    |
| 4     | Natalja Anissimowa | Russland       | 11,48    |
| 5     | Patricia Girard    | Frankreich     | 11,52    |
| 6     | Lucrécia Jardim    | Portugal       | 11,57    |
| 7     | Marcia Richardson  | Großbritannien | 11,71    |
| 8     | Giada Gallina      | Italien        | 11,79    |

### Viertelfinallauf 2
Wind: +0,9 m/s
| Platz | Name                  | Nation         | Zeit (s) |
| ----- | --------------------- | -------------- | -------- |
| 1     | Schanna Tarnopolskaja | Ukraine        | 11,01    |
| 2     | Marina Trandenkowa    | Russland       | 11,35    |
| 3     | Dessislawa Dimitrowa  | Bulgarien      | 11,36    |
| 4     | Jacqueline Poelman    | Niederlande    | 11,37    |
| 5     | Stephanie Douglas     | Großbritannien | 11,40    |
| 6     | Sabine Tröger         | Österreich     | 11,44    |
| 7     | Ekaterini Thanou      | Griechenland   | 11,68    |
| 8     | Sara Wüest            | Schweiz        | 11,70    |

### Viertelfinallauf 3
Wind: +0,3 m/s
| Platz | Name                | Nation         | Zeit (s) |
| ----- | ------------------- | -------------- | -------- |
| 1     | Irina Priwalowa     | Russland       | 11,20    |
| 2     | Anelija Nunewa      | Bulgarien      | 11,33    |
| 3     | Paula Thomas        | Großbritannien | 11,42    |
| 4     | Sanna Hernesniemi   | Finnland       | 11,44    |
| 5     | Bettina Zipp        | Deutschland    | 11,45    |
| 6     | Odiah Sidibé        | Frankreich     | 11,59    |
| 7     | Iryna Sljussar      | Ukraine        | 11,62    |
| 8     | Regula Anliker-Aebi | Schweiz        | 11,68    |

## Halbfinale
8. August 1994
Aus den beiden Halbfinalläufen qualifizierten sich die jeweils ersten vier Athletinnen – hellblau unterlegt – für das Finale.

### Halbfinallauf 1

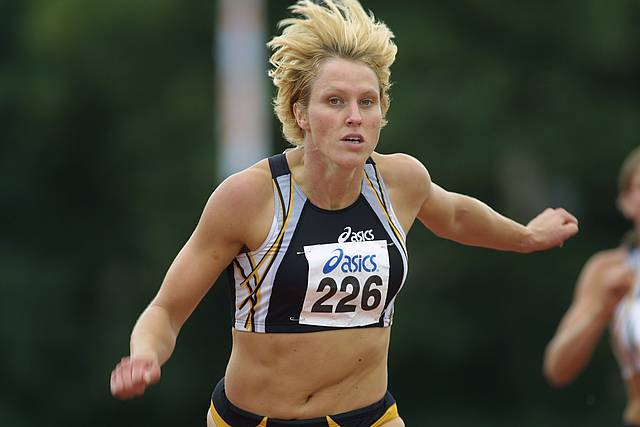
Jacqueline Poelman schied als Sechste ihres Halbfinallaufs aus

Wind: +0,5 m/s
| Platz | Name                  | Nation         | Zeit (s) |
| ----- | --------------------- | -------------- | -------- |
| 1     | Schanna Tarnopolskaja | Ukraine        | 11,25    |
| 2     | Anelija Nunewa        | Bulgarien      | 11,43    |
| 3     | Marina Trandenkowa    | Russland       | 11,53    |
| 4     | Petja Pendarewa       | Bulgarien      | 11,53    |
| 5     | Paula Thomas          | Großbritannien | 11,58    |
| 6     | Jacqueline Poelman    | Niederlande    | 11,65    |
| 7     | Bettina Zipp          | Deutschland    | 11,69    |
| 8     | Sabine Tröger         | Österreich     | 11,72    |

### Halbfinallauf 2
Wind: +1,0 m/s
| Platz | Name                 | Nation         | Zeit (s) |
| ----- | -------------------- | -------------- | -------- |
| 1     | Irina Priwalowa      | Russland       | 11,18    |
| 2     | Melanie Paschke      | Deutschland    | 11,30    |
| 3     | Nelli Cooman         | Niederlande    | 11,38    |
| 4     | Sanna Hernesniemi    | Finnland       | 11,56    |
| 5     | Dessislawa Dimitrowa | Bulgarien      | 11,56    |
| 6     | Patricia Girard      | Frankreich     | 11,58    |
| 7     | Stephanie Douglas    | Großbritannien | 11,60    |
| 8     | Natalja Anissimowa   | Russland       | 11,63    |

## Finale

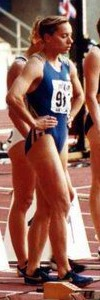
Silbermedaillengewinnerin Schanna Tarnopolskaja
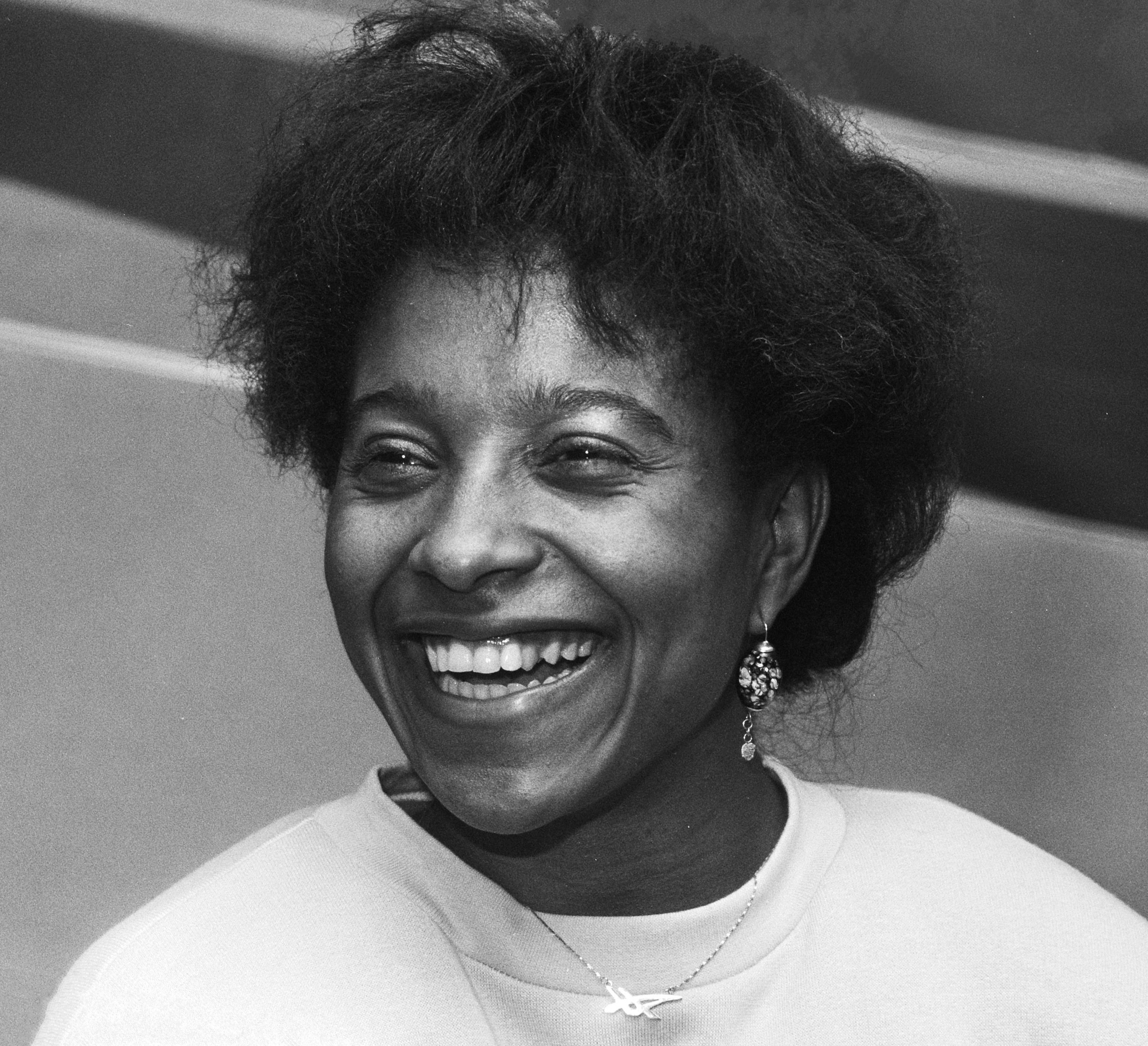
Nelli Cooman erreichte Platz vier

8. August 1994
Wind: +0,6 m/s
| Platz | Name                  | Nation      | Zeit (s) |
| ----- | --------------------- | ----------- | -------- |
| 1     | Irina Priwalowa       | Russland    | 11,02    |
| 2     | Schanna Tarnopolskaja | Ukraine     | 11,10    |
| 3     | Melanie Paschke       | Deutschland | 11,28    |
| 4     | Anelija Nunewa        | Bulgarien   | 11,40    |
| 5     | Nelli Cooman          | Niederlande | 11,40    |
| 6     | Petja Pendarewa       | Bulgarien   | 11,41    |
| 7     | Sanna Hernesniemi     | Finnland    | 11,43    |
| 8     | Marina Trandenkowa    | Russland    | 11,52    |

## Videolink
- Women's 100m Final European Champs Helsinki 1994, www.youtube.com, abgerufen am 2. Januar 2023